# National Theatre (Washington)
Il National Theatre è un teatro di Washington, D.C. costruito nel 1835; ha oltre 1700 posti e, nonostante il suo nome, non è un teatro nazionale finanziato dal governo ma è gestito da un'organizzazione privata senza scopo di lucro.

## Storia
Il National Theatre fu fondato il 7 dicembre 1835 da William Wilson Corcoran e altri importanti cittadini che volevano che la capitale nazionale avesse un teatro di prim'ordine. La produzione iniziale del teatro fu Man of the World. Il teatro è stato in attività quasi ininterrottamente da allora, nella stessa sede di Pennsylvania Avenue, a pochi isolati dalla Casa Bianca. Il suo nome fu cambiato a volte in "Grover's National Theatre" e "Grover's Theatre", man mano che la gestione cambiava. Il famoso attore Joseph Jefferson gestì il teatro allo stesso tempo. La struttura è stata più volte ricostruita, anche parzialmente dopo cinque incendi nell'Ottocento. L'attuale edificio, al 1321 di Pennsylvania Avenue NW, fu costruito nel 1923, aprendo nel settembre dello stesso anno.

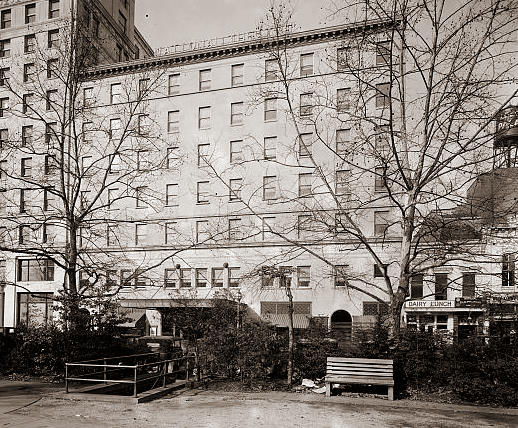
Exterior view of the National Theatre, circa the 1920s

Situato a tre isolati dalla Casa Bianca, il teatro ha ospitato ogni Presidente degli Stati Uniti d'America da Andrew Jackson. Il 14 aprile 1865, Tad Lincoln stava assistendo a una rappresentazione di Aladino e la lampada meravigliosa al Grover's Theatre quando suo padre, il presidente Abraham Lincoln, fu assassinato al Ford's Theatre.

Come molti teatri negli Stati Uniti prima del Civil Rights Movement, Il National Theatre era segregato razzialmente. Gli attori neri potevano apparire sul palco, ma i membri del pubblico degli afroamericani venivano relegati in una sezione speciale. Durante la messa in scena a Washington di Porgy and Bess nel 1936, il cast, guidato da Todd Duncan, protestò contro la segregazione del pubblico. Duncan affermò che "non avrebbe mai recitato in un teatro che gli impedisse di acquistare i biglietti per determinati posti a causa della sua razza". La direzione acconsentì alla prima rappresentazione integrata al National Theatre. Un movimento per integrare il teatro fu guidato dall'attrice Helen Hayes, dall'insegnante Gilbert V. Hartke, O.P., dall'impresario artistico di Washington Patrick Hayes e dal critico teatrale del Washington Post Richard L. Coe. Quando questo tentativo fallì, persuasero gli artisti di Actors Equity a rifiutarsi di recitare nel teatro. Piuttosto che eliminare la segregazione la direzione di New York interruppe le esibizioni dal vivo nel 1948. Fu presentata un'attrazione di prestigio, la prima a Washington del film britannico The Red Shoes. All'inizio del 1941, Fantasia di Walt Disney ha fu eseguita nel teatro per sette settimane, anche come attrazione di prestigio. Poi il teatro rimase buio fino a quando non riaprì come teatro integrato nel 1952.

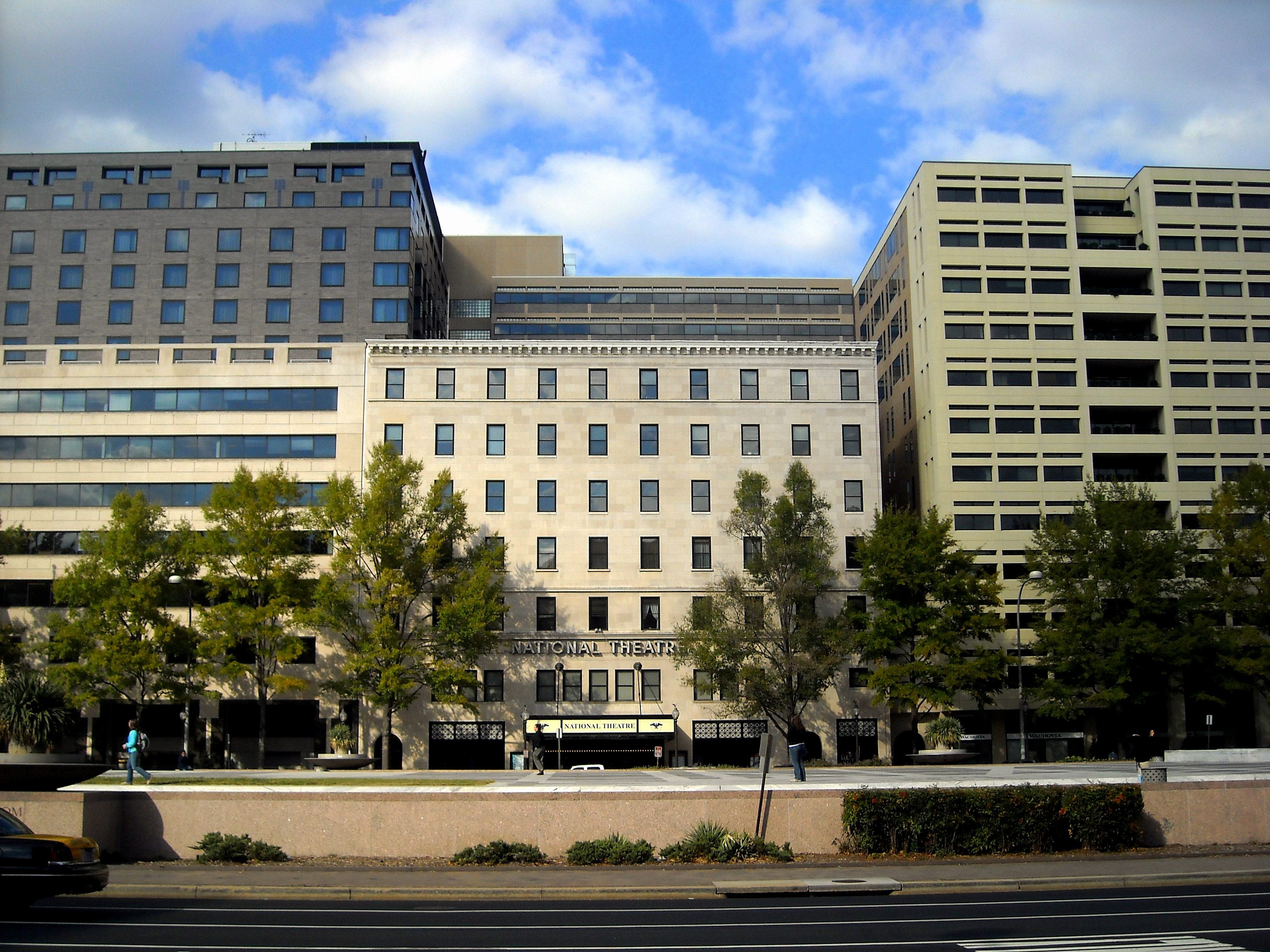
Il National Theatre is located across from Freedom Plaza (foreground)

Nel 1970 il teatro passò sotto la direzione della Nederlander Organization. Nel 1974 la National Theatre Corporation senza scopo di lucro fu fondata da Roger L. Stevens, Maurice B. Tobin, Donn B. Murphy e altri per salvare l'impresa in fallimento, sulla scia delle rivolte razziali e da un centro reso fuori moda dalla crescita delle periferie circostanti.
Il teatro è stato oggetto di un'importante ristrutturazione nel 1982-1983, quando l'ala originale che ospitava i camerini è stata sostituita con una struttura moderna. La struttura ristrutturata è stata aperta di concerto con la riqualificazione di quella parte del centro di Washington, D.C., che comprendeva The Shops at National Place, l'ammiraglia JW Marriott Hotel da 774 camere e il National Press Club. Lo scenografo Oliver Smith ha supervisionato il design degli interni.
Le fondamenta in pietra del 1835 ed il palcoscenico in mattoni esistono ancora, anche se la struttura in roccia è ora rinforzata con cassoni in acciaio per resistere all'erosione del Tiber Creek, che scorre sotto l'edificio. Dal palco il presidente Ronald Reagan ha salutato il "teatro di quartiere" ristrutturato nel gennaio 1984.
Tra le produzioni di Broadway che sono state collaudate fuori città al National ci sono Amadeus, Crazy for You, Hello, Dolly!,  If/Then, Show Boat e West Side Story.
Nel 2012 la Jam Theatricals ha assunto le operazioni per il teatro dalla Shubert Organization. Jam Theatricals e Nederlander National Markets LLC si sono fuse nel 2019 e la famiglia Nederlander ha ripreso il controllo del teatro.

## Interpreti
Tra i molti artisti che sono apparsi nel teatro figurano:
Pearl Bailey, Ethel Barrymore, Lionel Barrymore e John Barrymore, Warren Beatty, Sarah Bernhardt, Claire Bloom, Edwin Booth, John Wilkes Booth, Fanny Brice, Tom Burke, Carol Channing, George M. Cohan, Claudette Colbert, Katharine Cornell, Hume Cronyn, Tim Curry, Denishawn, Ruth Draper, Todd Duncan, Maurice Evans, Lillian Gish, Ruth Gordon, Valerie Harper, Julie Harris, Rex Harrison, Helen Hayes, Audrey Hepburn, Katharine Hepburn, Joseph Jefferson, James Earl Jones, Lucille La Verne, Eva LeGallienne, Jerry Lewis, Alfred Lunt e Lynn Fontanne, Eartha Kitt, Ian McKellen, Mary Martin, Ethel Merman, Idina Menzel,  Rita Moreno, Helen Morgan, Rosie O'Donnell, Laurence Olivier, Annie Oakley, Geraldine Page, Robert Redford, Debbie Reynolds, Chita Rivera, Will Rogers, Rosalind Russell, George C. Scott, Kevin Spacey, Sting, Jessica Tandy, Norma Terris, Marlo Thomas, Lily Tomlin, Franchot Tone, Rip Torn e Liv Ullmann.
Winston Churchill una volta ha parlato dal palcoscenico.

## Operazioni
Il National Theatre ha ampliato le sue attività per includere non solo spettacoli musicali di Broadway, ma anche concerti, conferenze, opera, balletto, seminari e ricevimenti. La National Theatre Corporation è un'organizzazione senza scopo di lucro responsabile del funzionamento del teatro. Sarah K. Bartlo è il direttore esecutivo. Il National Theatre Group (Jam Theatricals) gestisce le attività quotidiane del teatro e fornisce contenuti per il palco principale.